# Mee Pok Man
Mee Pok Man – singapurski melodramat z 1995 roku w reżyserii Erica Khoo, będący jego pełnometrażowym debiutem.
Film został zaprezentowany na MFF w Moskwie w 1995. Obraz opowiada o wypadku samochodowym z udziałem prostytutki i nieśmiałego sprzedawcy makaronu, który zakończył się ich romansem.